# Cnodontes vansoni
Cnodontes vansoni is een vlinder uit de familie van de Lycaenidae. De wetenschappelijke naam van de soort is voor het eerst geldig gepubliceerd in 1956 door Stenpffer & Bennett.